# Chasmodia
Chasmodia är ett släkte av skalbaggar. Chasmodia ingår i familjen Rutelidae.

## Dottertaxa tillChasmodia, i alfabetisk ordning[1]
- Chasmodia aequatorialis
- Chasmodia amazona
- Chasmodia andicola
- Chasmodia anophrys
- Chasmodia badia
- Chasmodia bipunctata
- Chasmodia boliviana
- Chasmodia brunnea
- Chasmodia cachectica
- Chasmodia ciliata
- Chasmodia circumdata
- Chasmodia collaris
- Chasmodia dilatata
- Chasmodia divisa
- Chasmodia elinguis
- Chasmodia emarginata
- Chasmodia frontalis
- Chasmodia jamesonae
- Chasmodia lateralis
- Chasmodia mystacophora
- Chasmodia peruana
- Chasmodia puncticeps
- Chasmodia scutellaris
- Chasmodia steinbachi
- Chasmodia tibialis
- Chasmodia tridentata
- Chasmodia venezolana
- Chasmodia wiengreeni
- Chasmodia vitticollis
- Chasmodia zikani